# Владислав Любомирський
Владислав Любомирський, пол. Władysław Lubomirski (1 січня 1866, Варшава — 29 жовтня 1934, Інцерсдорф під Віднем) — польський дідич (князь) гербу Шренява без хреста, представник українсько-польського шляхетського роду Любомирських, меценат і композитор, власник маєтків Дубровно (сучасна Білорусь) і Райча (Польща), любитель породистих коней та верхової їзди.

## Життєпис
Син Євгеніуша Любомирського та Рози Замойської, брат Станіслава Себастьяна. Навчався в єзуїтській колегії у Хирові (сучасна Львівська область, Україна), згодом продовжив студії у Парижі. У молодості чимало подорожував, зокрема, до Єгипту. У 1895–1896 роках брав участь у реконструкції кінного заводу в Крушині, а потім у Відзові.
14 січня 1890 року Владислав Любомирський одружився у Відні з баронесою Елізабет де Во. У цьому шлюбі народилося четверо дітей: Леонія (1890–1978), Ружа (1892–1969), Євгеніуш (1895–1982), Стефан (1899–1948).

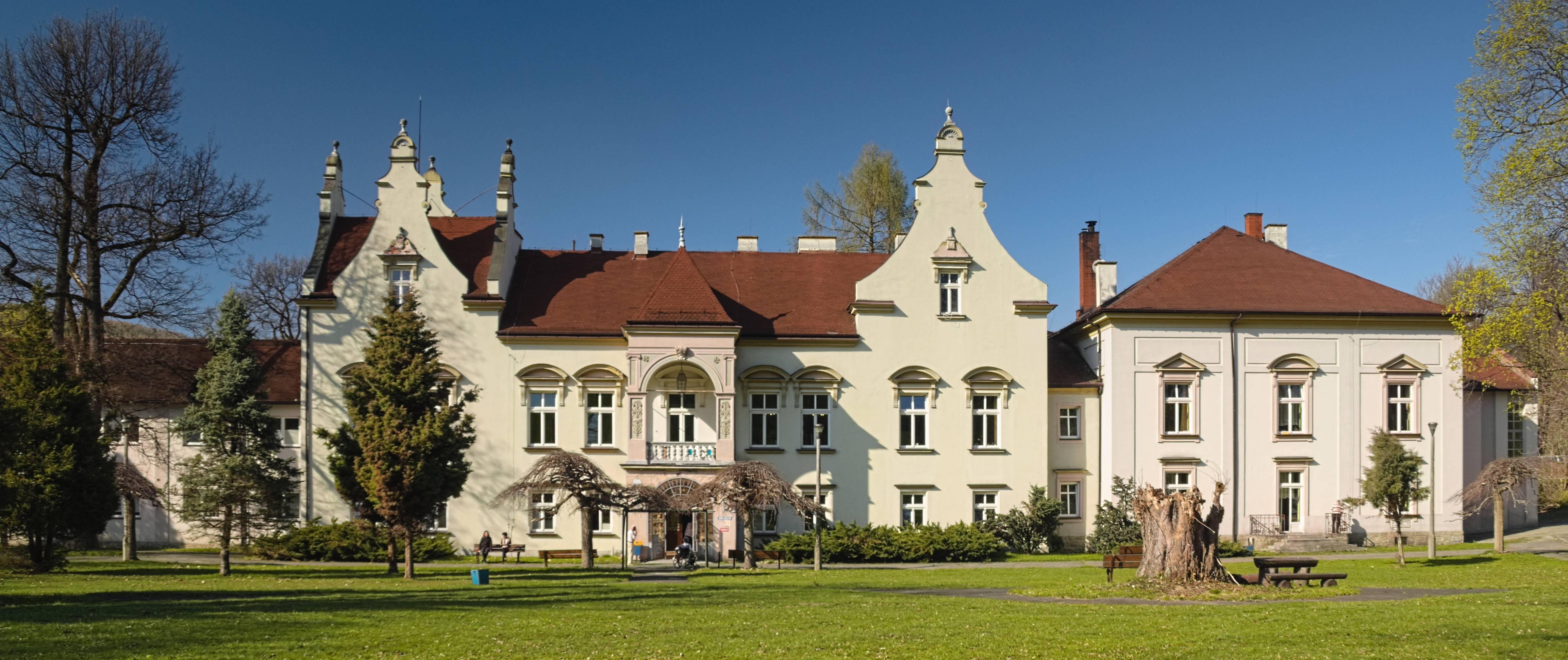
Палацовий ансамбль у с. Райча, власником якого був Владислав Любомирський, початок ХІХ століття (фото 2019 року)

До занять музикою приступив у зрілому віці, щойно в 40 років, під керівництвом скрипаля, композитора і диригента Ґжеґожа Фітельберга. Вивчав теорію музики у Віденській консерваторії у класі Роберта Фукса. Згодом почав складати та написав, серед іншого: "Фантастичну симфонію", "Оркестрову прелюдію", "Марш для великого оркестру", "Поему в трьох частинах", "Симфонію фа-мінор", а також під псевдонімом В. Лірський — оперету Die liebe Unschuld ("Кохана невинність"), яку він поставив на сцені Раймундтеатру у Відні в 1912 році. Його твори не були належно оцінені музичною критикою свого часу.
Любомирський був одним із головних засновників Варшавської філармонії, побудованої в 1900-1901 роках. Фінансово підтримував молодих композиторів: Людомира Ружицького, Кароля Шимановського, Ґжеґожа Фітельберга та Аполінарія Шелюто, які 1905 року заснували в Берліні "Видавництво молодих польських композиторів" (Шимановський приєднався до нього 1906 року).
Захворів близько 1928 року. Переніс склероз (інсульт) головного мозку. Через прогресування хвороби перестав упізнавати навіть найближчих родичів. Помер у закладі для душевнохворих в Інцерсдорфі під Віднем 29 жовтня 1934 року.

## Вшанування пам'яті
Щорічно з 2018 року в концертних залах України та Польщі, зокрема у Львівській національній філармонії імені Мирослава Скорика, відбувається "Lubomirski Festival" на пошану Владислава Любомирського.

У 2021 році "Lubomirski Festival" відбувся у ряді польських та українських міст (Кракові, Любневицях, Перемишлі, Величці та Львові) і тривав впродовж жовтня. Серія відкритих  концертів присвячена польським композиторам з аристократичних сімей: Любомирським, Радзивіллам, Понятовським, а також їхнім протеже, таким як Францішек Лессель та Кароль Ліпінський. Завдяки фестивалю слухацька аудиторія познайомилася з їх досягненнями, а також з тими, хто зробив можливими ці досягнення. Організатори також наголосили на тому, що місією заходу, крім культурної, є актуалізація питання меценатства в сучасному світі.
Сьогодні ми знаємо, наскільки важливою є допомога державного патронату, спонсорства чи приватного покровительства, тому завдяки серії відкритих мистецьких заходів ми хочемо представити надзвичайних постатей, що стоять за видатними митцями та їх творами, особливо тими, чиї заслуги обумовлені їх аристократичним походженням були стерті  з карт історії в комуністичні часи.
— організатори проєкту "Lubomirski Festival".